# Ferroportin
Ferroportin (FPN1, IREG1, SLC40A1) je transmembránový protein, který čerpá železo z buněk. Nachází se na povrchu buněk, kde transportuje nebo skladuje železo, například na:
- enterocytech v dvanáctníku[zdroj⁠?!]
- makrofázích
- hepatocytech

Aktuální výzkumy ukazují, že ferroportin je inhibován hepcidinem a je hlavním regulátorem metabolismu železa v lidském těle.